# Шурале (поэма)
Шурале — поэма татарского поэта Габдуллы Тукая. Написана в 1907 году по мотивам татарского фольклора.
По сюжету поэмы создан балет «Шурале».
В 1987 году «Союзмультфильмом» снят мультипликационный фильм «Шурале».

## Сюжет
Молодой парень (на тат. егет) из деревни Кырлай отправляется вечером в лес за дровами, где его встречает шурале. Шурале собирается защекотать егета до смерти, однако тот спасается хитростью. Он просит Шурале помочь ему перебить клин на бревне, прежде чем Шурале убьет его. Не подозревая подвоха, Шурале соглашается и руками разжимает щель. Тогда егет достает клин, и бревно с силой сжимает Шурале пальцы.